# Heinrich Holl
Heinrich Holl (* 15. September 1936 in Großolbersdorf) ist ein Brigadegeneral außer Dienst des Heeres der Bundeswehr.

## Leben
Beförderungen
- 1959 Leutnant
- 1962 Oberleutnant
- 1966 Hauptmann
- 1970 Major
- 1972 Oberstleutnant
- 1985 Oberst
- 1991 Brigadegeneral

Holl legte das Abitur am humanistischen Kaiser-Wilhelm-Gymnasium in Hannover ab. Am 1. April 1957 trat er bei der Panzertruppe in Hemer in die Bundeswehr ein, wurde 1959 Zugführer im Panzerbataillon 83 in Lüneburg, 1961 Hörsaal-Offizier an der Heeresoffizierschule II in Hamburg, 1963 Offizier für Planung, Ausbildung und Organisation (S 3) im Stab des Panzerbataillons 74 in Altenwalde (1972 eingemeindet zu Cuxhaven) und 1964 Kompaniechef der 2. Kompanie des Panzerbataillons 74 in Altenwalde.
1967 wurde Holl Adjutant des Stellvertreters des Inspekteurs des Heeres im Bundesministerium der Verteidigung in Bonn, 1969 stellvertretender Bataillonskommandeur und Stabsoffizier S 3 des Panzerbataillons 33 in Luttmersen (1974 eingemeindet zu Neustadt am Rübenberge), 1972 Lehrstabsoffizier und Taktiklehrer an der Heeresoffizierschule I in Hannover und war von 1972 bis 1978 Bataillonskommandeur des Panzerbataillons 194 in Handorf (1975 eingemeindet zu Münster). Von 1978 bis 1981 schloss sich eine weitere Kommandeursverwendung im Panzerlehrbataillon 93 in Munster. Im April 1981 wurde er Leiter des Schulstabes der Kampftruppenschule II in Munster, im Oktober 1981 Verbindungsoffizier des Heeres an der United States Military Academy in West Point, Vereinigte Staaten, 1985 stellvertretender Brigadekommandeur der Panzerbrigade 8 in Lüneburg und 1988 Kommandeur der Lehrgruppe A der Kampftruppenschule II in Munster.
In seiner letzten Verwendung war Holl ab April 1989 Brigadekommandeur der Panzergrenadierbrigade 13 in Wetzlar. Mit Ablauf des September 1993 wurde er in den Ruhestand versetzt.
Holl ist verheiratet und hat vier Töchter. Er ist Ehrenvorsitzender des Kameraden- und Freundeskreises der ehemaligen Garnison Wetzlar.

## Auszeichnungen
- Legion of Merit